# Exoneura turneri
Exoneura turneri là một loài Hymenoptera trong họ Apidae. Loài này được Cockerell mô tả khoa học năm 1914.